# Nikołaj Kasabow
Nikołaj Kasabow (bg. Николай Касабов, ur. 3 września 1969) – bułgarski zapaśnik walczący w stylu wolnym. Zajął ósme miejsce na mistrzostwach świata w 1990. Złoty medalista mistrzostw Europy w 1989. Mistrz świata juniorów w 1986 i trzeci na MŚ młodzieży w 1989 roku.